# Daniel Pfeiff
Daniel Pfeiff (* 18. Juli  1618 in Stettin; † 18. Juli 1662) war ein deutscher evangelischer Theologe. Er wurde in Kopenhagen Pastor an der St.-Petri-Kirche und Professor.

## Leben
Daniel Pfeiff stammte aus Stettin im Herzogtum Pommern, wo sein Vater Johannes Pfeiff Advokat war. Daniel Pfeiffs älterer Bruder Johann Jacob Pfeiff (1613–1676) wurde Bischof von Estland. Daniel Pfeiff erhielt in seiner Heimatstadt Stettin zwei Jahre Privatunterricht durch Johannes Micraelius, kam mit 16 Jahren auf das Pädagogium Stettin und wechselte nach zwei Jahren auf das Akademische Gymnasium Danzig. Ab 1637 studierte er gemeinsam mit seinem älteren Bruder Johann Jacob an der Universität Königsberg, ging nach zwei Jahren an die Universität Frankfurt (Oder), dann zu Verwandten in Dänemark, wo er seine Studien an der Sorø Akademi fortsetzte. Als Hofmeister (Lehrer) führte er zwei junge Adelige auf eine Reise durch Europa (Kavalierstour), unter anderem an die Universität Straßburg.
Zurück in Dänemark wurde Pfeiff im Jahre 1651 Diakon der deutschen Gemeinde an der St.-Petri-Kirche in Kopenhagen. 1654 rückte er zum Pastor auf. 1662 wurde er Professor der Theologie, starb aber noch im selben Jahr.
Pfeiff hat theologische Schriften veröffentlicht.